# Luchino Dal Verme (1838-1911)

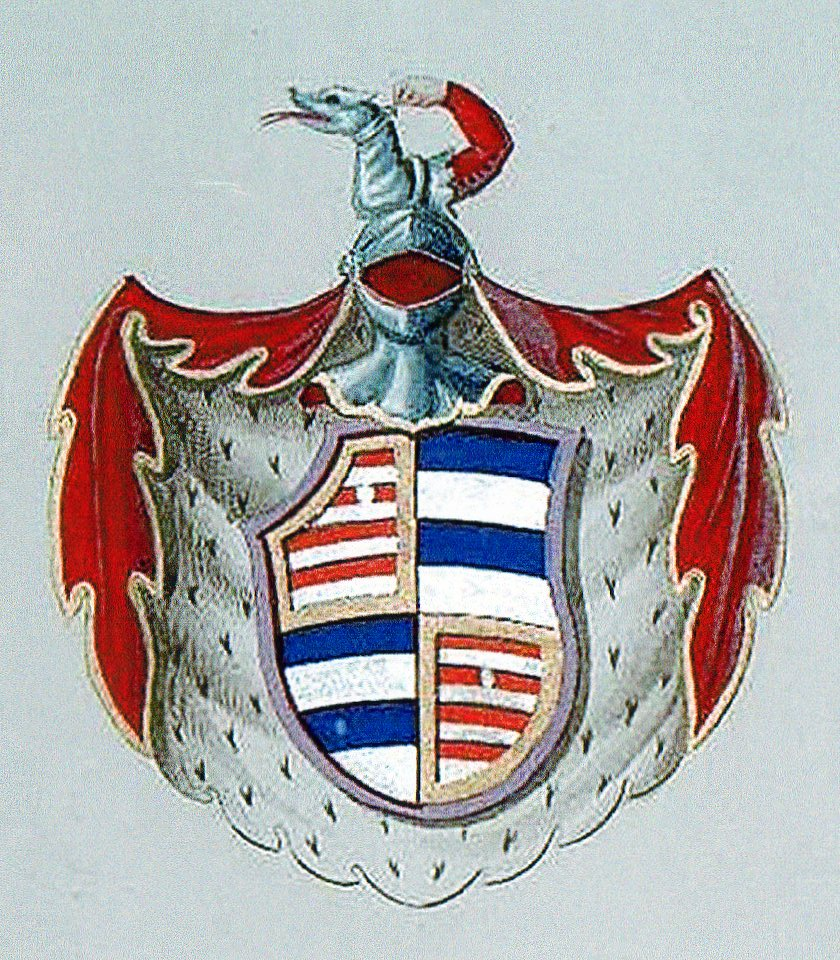
Stemma dei Dal Verme

Conte Luchino Dal Verme (Milano, 26 settembre 1838 – Roma, 21 marzo 1911) è stato un generale, politico e scrittore italiano.

## Opere
- Giappone e Siberia. Note d'un viaggio nell'Estremo Oriente al seguito di S. A. R. il duca di Genova, 1882
- La guerra anglo-boera. L'Italia nella lotta contro i Dervisci.
- Le vie di comunicazione nell'Appennino fra la riviera di Levante e il Po, 1875
- Il paese dei Somali, 1892
- Francesco Petrarca e Luchino Dal Verme, 1892
- Inchiesta parlamentare sulle condizioni dei contadini nelle provincie meridionali e nella Sicilia, 1909